# Соревнование (Новые приключения Человека-паука)
«Соревнование» (англ. Competition) — пятый эпизод американского мультсериала «Новые приключения Человека-паука», основанного на одноимённом персонаже комиксов Marvel, созданном Стэном Ли и Стивом Дитко. Первый показ состоялся 29 марта 2008 года.

## Сюжет
Человек-паук побеждает двух головорезов, Флинта Марко и Алекса О’Хёрна, отправляя их за решётку. Но тех выпускают под залог, и они садятся в лимузин на улице. Молотоглав говорит им, что «настал их звёздный час», и отвозит парней на секретную базу.
На следующий день Питер практикуется с паутиной в своей спальне, но заходит тётя Мэй. Он быстренько всё убирает, а тётя предлагает ему пригласить их соседку Мэри Джейн Уотсон на предстоящий танцевальный вечер в школе. Питер ведёт себя неуверенно и говорит, что ему нужно в школу. За обедом объявляют, что будет проводиться набор в футбольную команду, и Гарри хочет попробовать. Питер сначала не собирается участвовать, чтобы не раскрывать свои способности, но когда он слышит, что Флэш Томпсон планирует специально мешать Гарри во время проб, Паркер решает всё-таки пойти на тренировку. Каждый из них хорошо справляется с заданиями; Гарри производит впечатление на тренера и других игроков, а Питер делает то же самое, используя свои способности.
Тем временем Норман Озборн прибывает на склад, чтобы наблюдать за экспериментом над Марко. Ему введут под кожу кремний, чтобы сделать прочную силиконовую броню. Доктор Октавиус говорит, что всё ещё не доработано, и эксперимент может быть опасным, но Озборн всё равно приказывает ему начинать. Происходит сбой, и кремний распыляет Марко, превращая в песок. Октавиус в ужасе думает, что только что убил его. Но внезапно Марко меняет свою форму и злобно бьётся о стены, чтобы те выпустили его. Молотоглав и Озборн выводят его на улицу и везут в лимузине. Марко удаётся поменять песочную форму на свой прежний вид. Когда ему говорят, что он должен отвлекать Человека-паука для Большого Босса, он решает пойти один и уходит. Молотоглав не беспокоится, так как парень в любом случае привлечёт внимание Человека-паука.
Теперь Марко как Песочный человек грабит банк, и Человек-паук тут же прибывает. Он удивляется новым способностям Марко, и бандиту удаётся победить героя. В ходе битвы он случайно упоминает Большого Босса. После победы над Человеком-пауком, Сэндмен сбегает через канализацию, забывая мешок с деньгами. На следующий день Питер хотел пойти искать Песочного человека после школы, но Лиз Аллан говорит, что в футбольную команду будут выбирать между ним, Гарии и Хобби Брауном, и желает ему удачи. Питер идёт на тренировку и снова хорошо справляется. Его приглашают на последний день пробы вместе с Гарри. Гарри расстроен тем, что Питер затмил его, а затем отправляется с другими игроками в «Серебряную ложку». Питер же заходит в автобус и садится рядом с Гвен, перед которой извиняется за то, что случилось в последнее время, и она прощает его. Она также намекает, чтобы он пригласил её на танцевальный вечер, но он не понимает этого и говорит, что пригласил Бетти Брант, секретаря Джоны Джеймсона из «Daily Bugle», но та отказалась. Питер говорит, что не пойдёт на танцы.
Далее они замечают грузовик, на который напал Песочный человек, и Питер отправляется за ним в виде Человека-паука. В ходе сражения грузовик, когда им никто не управляет, попадает на стройку. Человек-паук пытается связать злодея паутиной, но это не помогает, поскольку Песочный человек проскальзывает сквозь неё. Песочный человек отбрасывает в Паука металлические балки. Тем временем в кафе Гарри пытается произвести впечатление на спортсменов и привлекает внимание девушки Кенни, Глории. Кенни злится и якобы случайно проливает напитки на Гарри, что приводит в ярость Глорию, и она просит Гарри отвезти её домой. На стройке Человек-паук выбирается из груды балок и продолжает битву с Песочным человеком. Он заманивает его на крышу и заваливает цементом.
Той ночью Гарри приходит домой и говорит отцу, что пробует попасть в футбольную команду, но родителя это не впечатляет. Гарри уходит, заявив, что «завтра будет видно». На заключительных тренировках следующего дня Гарри попадает в команду, а Питер намеренно проваливается, чтобы помочь своему другу. Затем Гвен подбадривает его мороженым.

## Роли озвучивали
- Джош Китон — Питер Паркер (Человек-паук)
- Джеймс Арнольд Тэйлор — Гарри Озборн
- Алан Рачинс — Норман Озборн
- Джон Димаджио — Флинт Марко (Песочный человек) / Молотоглав
- Лейси Шабер — Гвен Стейси
- Джошуа Лебар — Флэш Томпсон
- Аланна Юбак — Лиз Аллан
- Питер Макникол — Доктор Отто Октавиус

## Отзывы

Динамика оценок IGN к эпизодам 1 сезона мультсериала

Эпизод был хорошо воспринят телевизионными критиками. Эрик Гольдман из IGN поставил серии 8,6 из 10. Гольдману понравилось беспечное поведение Песочного человека в плане того, что тот предпочёл использовать свои новообретённые способности для кражи денег, а не для мести Человеку-пауку. Он написал, что в этом эпизоде «представлены одни из лучших боевых сцен на сегодняшний день», в том числе момент, когда Человек-паук бьёт Песочного человека, только чтобы понять, что тот сделан из песка; критик назвал это своей любимой сценой боя во всём эпизоде. Про личную жизнь Питера Гольдман написал, что Паркеру «пришлось иметь дело с вековым конфликтом супергероев относительно того, может ли он использовать свои силы, чтобы помогать себе в повседневной жизни — не только то, было ли это „правильным“, но и могло ли это выдать его».
Майкл Танака из Firefox News написал, что после выхода «Человека-паука 3» с нетерпением ждал появления версии Песочного человека в мультсериале и «не был разочарован». Критик отметил, что «трансформация Песочного человека была такой же хорошей, если не лучше, чем у Ящера». Ему понравилось, что Флинта «не интересовали ни месть, ни искупление. Он просто хотел денег». В конце Танака написал, что «во всяком случае, даже ненавистникам Человека-паука пришлось полюбить этот эпизод».